# Cochabamba

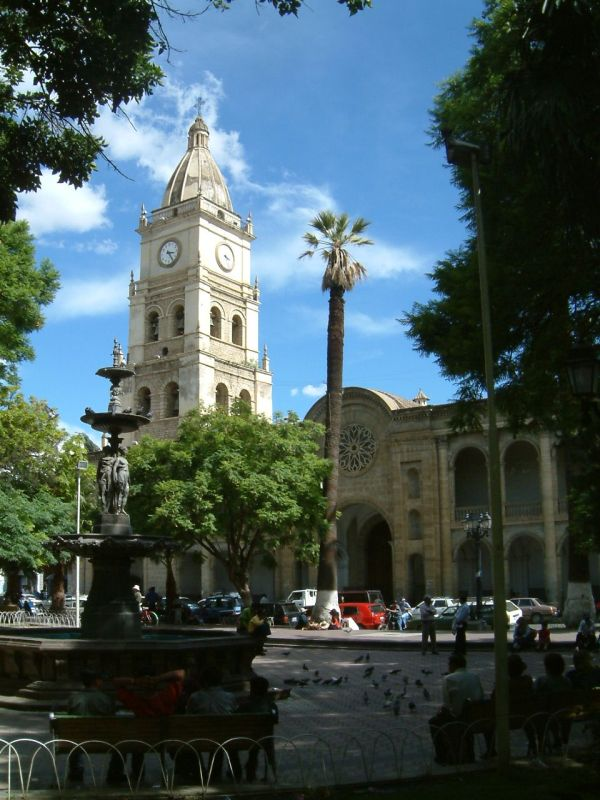
Catedrala din piaţa 14 septembrie

Cochabamba este un oraș situat în centrul Boliviei.

## Istorie
Fondat sub numele de Villa de Oropeza în anul 1574, a devenit oraș în 1786 și și-a schimbat numele în Cochabamba, nume în limba quechua, însemnând „câmpie plină de lacuri mici”. 